# Ädelguldbagge
Ädelguldbagge (Gnorimus nobilis) är en sällsynt skalbagge i familjen bladhorningar. Den har en kroppslängd på 15–18 millimeter och känns igen på sin metalliskt gröna färg och på de små utspridda vita fläckar som finns på täckvingarna. Arten kan vid en hastig anblick ibland förväxlas med gräsgrön guldbagge, som är betydligt vanligare, men bland annat på kroppsformens proportioner och på skutellens samt benens utseende går det att skilja arterna åt. 
Som fullbildad skalbagge kan ädelguldbaggen hittas på blommor av bland annat hagtorn och fläder eller högväxta örter som älggräs. Larverna lever i håligheter på ädellövträd, exempelvis ek, bok och lind, där så kallad mulm ansamlats. Eftersom ihåliga och äldre lövträd blivit allt mer sällsynta betraktas ädelguldbaggen som hotad i delar av sitt utbredningsområde, däribland i Sverige.